# Sterrhoptilus
Sterrhoptilus är ett fågelsläkte i familjen glasögonfåglar inom ordningen tättingar. Släktet omfattar tre till fyra arter som förekommer i Filippinerna:
- Rostkronad glasögonfågel (S. capitalis)
- Gulkronad glasögonfågel (S. dennistouni)
- Calabarzonglasögonfågel (S. affinis)
- Visayaglasögonfågel (S. nigrocapitatus)